# George Harrison (album)
Pour les articles homonymes, voir George Harrison (homonymie) et Harrison.
Albums de George Harrison
Thirty Three & 1/3
(1976) Somewhere in England
(1981)
Singles
1. Blow Away/Soft Touch
Sortie : 14 février 1979
2. Love Comes to Everyone/Soft-Hearted Hana
Sortie : 20 avril 1979
3. Faster/Your Love Is Foreve
Sortie : 30 juillet 1979 (Royaume-Uni seulement)

George Harrison est le sixième album studio publié en solo par l'artiste éponyme. Sorti en 1979, il fait suite à une pause que s'est accordée le musicien pour voyager et se consacrer à ses autres passions. L'album est enregistré à Friar Park durant une période où Harrison est particulièrement heureux, à la suite de la naissance de son fils Dhani et de sa vie avec sa nouvelle compagne Olivia.
L'album se caractérise par un ton plus calme et dépouillé que les précédents : plusieurs chansons sont dédiées à sa famille, et ont été composées lors d'un séjour à Hawaï. D'autres titres font écho à sa vie passée avec les Beatles : Not Guilty avait été composée en 1968 pour l'« album blanc » tandis que Here Comes the Moon est écrite en référence à un de ses grands succès avec le groupe. Seule une chanson se détache par un caractère plus vif, Faster, où le musicien montre son intérêt pour la course automobile.
D'un point de vue critique, George Harrison est très bien accueilli par une presse musicale qui avait déjà vu un retour de flamme dans son album précédent, Thirty Three & 1/3. Le public, en revanche, n'est pas au rendez-vous, et l'artiste continue sa descente dans les charts, avec une 39e place britannique, et une 14e aux États-Unis qui lui permet d'y devenir disque d'or.

## Historique

### Genèse et enregistrement
Le milieu des années 1970 a été une période tendue pour George Harrison. Outre son divorce d'avec Pattie Boyd, il a connu l'échec avec sa tournée américaine en 1974, mais aussi avec son album Dark Horse qui a été froidement accueilli par la critique. Deux ans plus tard, et après un album en demi teinte, il renoue avec le succès critique avec Thirty Three & 1/3, aux tonalités parfois funky. Malgré des critiques plus bienveillantes, le public ne renoue pas avec ses albums. Alors qu'il entame une relation avec sa future épouse, Olivia, il se livre également à sa nouvelle passion pour la course automobile en suivant les Grands Prix de Formule 1 à travers le monde, activité qu'il pratiquera durant de nombreuses années. C'est au cours de ces voyages qu'il assemble le matériel destiné à l'album qu'il publie en 1979.
Lorsqu'il retourne en studio  entre mars et octobre 1978, Harrison est décidé à aller à contre-courant de la vague punk qui sévit à l'époque.

## Fiche technique

### Liste des chansons
Toutes les chansons sont écrites et composées par George Harrison sauf mention contraire.
| No  | Titre                             | Durée |
| --- | --------------------------------- | ----- |
| 1.  | Love Comes to Everyone            | 4:36  |
| 2.  | Not Guilty                        | 3:35  |
| 3.  | Here Comes the Moon               | 4:48  |
| 4.  | Soft-Hearted Hana                 | 4:03  |
| 5.  | Blow Away                         | 4:00  |
| 6.  | Faster                            | 4:46  |
| 7.  | Dark Sweet Lady                   | 3:22  |
| 8.  | Your Love Is Forever              | 4:43  |
| 9.  | Soft Touch                        | 3:59  |
| 10. | If You Believe (Harrison, Wright) | 2:55  |

### Personnel
- George Harrison : chant, guitares acoustique et électrique, dobro, mandoline, sitar, basse sur Faster
- Eric Clapton : intro de guitare sur Love Comes to Everyone
- Willie Weeks : basse
- Steve Winwood : synthétiseur Polymoog, harmonium, chœurs
- Neil Larsen : piano électrique, synthétiseur
- Gary Wright : Oberheim sur If You Believe
- Andy Newmark : batterie
- Ray Cooper : percussion
- Gayle Levant : harpe
- Emil Richards : Marimba
- Del Newman : arrangements des cordes et cuivres